# Dermatobranchus primus
Dermatobranchus primus is een slakkensoort uit de familie van de Arminidae. De wetenschappelijke naam van de soort is voor het eerst geldig gepubliceerd in 1976 door Baba.